# Jardin de la Mairie-du-8e
Le jardin de la Mairie-du-8e est un espace vert du 8e arrondissement de Paris, en France.

## Situation et accès
Le jardin est accessible par le 13, rue du Général-Foy.
Il est desservi par la ligne 9 à la station Saint-Augustin.